# Пристрасть та влада
«Пристрасть та влада» (ісп. Pasión y poder) — мексиканський телесеріал 2015 року в жанрі драми та створений компанією Televisa. У головних ролях — Сусанна Гонсалес, Хорхе Салінас, Фернандо Колунга, Марлене Фавела, Мішель Рено, Хосе Пабло Мінор. Перша серія вийшла в ефір 5 жовтня 2015 р. Серіал має 1 сезон. Завершився 137-м епізодом, який вийшов у ефір 10 квітня 2016 р. Продюсер серіалу — Хосе Альберто Кастро.
Серіал є адаптацією мексиканського серіалу «Пристрасть та влада», 1988 року.

## Сюжет
Серіал обертається навколо сімейних драм і корпоративних повноважень двох суперників. Це суперництво виникло багато років тому, коли Артуро та Еладіо закохалися в Хулію. Еладіо зрештою одружився з нею. Більш як 20 років потому Хулія — дуже нещасна жінка, яка кохає Артуро і страждає у шлюбі з Еладіо, але терпить заради сина — Давида та хворого батька. Артуро своєю чергою одружений з Ніною, і у них троє дітей (Ерік, Рєхіна та Даніела) і син від першого шлюбу — Мігель. Рехіна й Давид закохуються, що загострює ворожнечу між сім'ями.

## Актори та ролі
| Актор            | Роль                              |
| ---------------- | --------------------------------- |
| Сусанна Гонсалес | Хулія Вальядо Мехія де Гомес-Луна |
| Хорхе Салінас    | Артуро Монтенегро Рівас           |
| Фернандо Колунга | Еладіо Гомес-Луна Альтамірано     |
| Марлене Фавела   | Ніна Перес                        |
| Мішель Рено      | Рєхіна Монтенегро Перес           |
| Хосе Пабло Мінор | Давид Гомес-Луна Вальядо          |
| Алтаір Харабо    | Консуело Мартінес                 |
| Алехандро Нонес  | Ерік Монтенегро Перес             |
| Даніло Каррера   | Франко Еррера Фуентес             |
| Фабіола Гуахардо | Габріела Діас Вальядо             |
| Марко Мендес     | Агустін Орнелас                   |
| Жом Матео        | Мігель Монтенегро Фореро          |
| Ірина Баєва      | Даніела Монтенегро Перес          |
| Іссабела Каміл   | Карідад Еррера Фуентес            |
| Ракель Гарса     | Петра                             |
| Луїс Баярдо      | Умберто Вальядо                   |
| Ракель Ольмедо   | Гізела Фуентес                    |

## Сезони
| Сезон | Епізоди | Епізоди | Оригінальний показ | Оригінальний показ | Оригінальний показ |
| Сезон | Епізоди | Епізоди | Перший показ       | Останній показ     | Мережа             |
| ----- | ------- | ------- | ------------------ | ------------------ | ------------------ |
| 1     | 137     | 137     | 5 жовтня 2015      | 10 квітня 2016     | Las Estrellas      |

## Аудиторія
| Країна трансляції | Сезон | Розклад      | Серії | Перший ефір         | Перший ефір | Останній ефір     | Останній ефір | Середній бал |
| Країна трансляції | Сезон | Розклад      | Серії | Дата                | Дата        | Дата              | Дата          | Середній бал |
| ----------------- | ----- | ------------ | ----- | ------------------- | ----------- | ----------------- | ------------- | ------------ |
| Мексика           | 1     | 21:30— 22:15 | 136   | 5 жовтня 2015 р.    | 21,4        | 10 квітня 2016 р. | -             | 17,08        |
| США               | 1     | 21:00— 22:00 | 136   | 3 листопада 2015 р. | 2,852       | 28 квітня 2016 р. | 3,142         | 2,266        |

## Нагороди та номінації
| Рік  | Премія                      | Категорія                      | Номінант                         | Результат |
| ---- | --------------------------- | ------------------------------ | -------------------------------- | --------- |
| 2016 | Premios TVyNovelas 2016     | Найкраща теленовела            | Хосе Альберто Кастро             | Перемога  |
| 2016 | Premios TVyNovelas 2016     | Найкращий актор                | Хорхе Салінас                    | Номінація |
| 2016 | Premios TVyNovelas 2016     | Найкращий актор-злодій         | Фернандо Колунга                 | Перемога  |
| 2016 | Premios TVyNovelas 2016     | Найкращий заслужений актор     | Луїс Баярдо                      | Номінація |
| 2016 | Premios TVyNovelas 2016     | Найкращий актор-партнер        | Хосе Пабло Мінор                 | Перемога  |
| 2016 | Premios TVyNovelas 2016     | Найкраща акторка другого плану | Фабіола Гуахардо                 | Перемога  |
| 2016 | Premios TVyNovelas 2016     | Найкраща молода акторка        | Ірина Баєва                      | Номінація |
| 2016 | Premios TVyNovelas 2016     | Найкращий молодий актор        | Даніло Каррера                   | Номінація |
| 2016 | Premios TVyNovelas 2016     | Найкращий акторський склад     | Хосе Альберто Кастро             | Перемога  |
| 2016 | Premios Juventud 2016       | Улюблений герой                | Фернандо Колунга                 | Перемога  |
| 2016 | Premios Kids' Choice Awards | Найкращий актор-злодій         | Даніло Каррера                   | Номінація |
| 2016 | Premios Bravo               | Найкраща теленовела            | Хосе Альберто Кастро             | Перемога  |
| 2016 | Premios Bravo               | Найкраща акторка               | Сусанна Гонсалес                 | Перемога  |
| 2016 | Premios Bravo               | Найкращий актор                | Хорхе Салінас                    | Перемога  |
| 2016 | Premios Bravo               | Найкращий актор-злодій         | Фернандо Колунга                 | Перемога  |
| 2016 | Premios Bravo               | Найкраща заслужена акторка     | Ракель Ольмедо                   | Перемога  |
| 2017 | Premios ASCAP 2017          | Телебачення.                   | Gilberto Novelo «Pasión y Poder» | Перемога  |

## Версії
| Рік  | Країна  | Українська назва    | Оригінальна назва | Кількість | Кількість | В головних ролях                        | Компанія | Канал                  |
| Рік  | Країна  | Українська назва    | Оригінальна назва | сезонів   | серій     | В головних ролях                        | Компанія | Канал                  |
| ---- | ------- | ------------------- | ----------------- | --------- | --------- | --------------------------------------- | -------- | ---------------------- |
| 1988 | Мексика | Пристрасть та влада | Pasión y poder    | 1         | 80        | Діана Брачо, Енріке Роча, Карлос Брачо  | Televisa | Canal de las Estrellas |
| 2006 | Мексика | Жорстокий світ      | Mundo de fieras   | 1         | 120       | Габі Еспіно, Сесар Евора, Едіт Гонсалес | Televisa | Canal de las Estrellas |